# Steatoda seriata
Steatoda seriata là một loài nhện trong họ Theridiidae.
Loài này thuộc chi Steatoda. Steatoda seriata được Eugène Simon miêu tả năm 1899.